# Cải cách kinh tế Bắc Triều Tiên
Cải cách kinh tế Bắc Triều Tiên đề cập đến chương trình cải cách và tái cơ cấu nền kinh tế Bắc Triều Tiên. Cải cách kinh tế đã được gia tăng trong những năm qua, đặc biệt là sau khi Kim Jong-un lên nắm quyền vào năm 2012.

## Lịch sử
Cải cách kinh tế ở Bắc Triều Tiên bắt nguồn từ những năm 1970, khi các cơ quan chính phủ, chính quyền cấp tỉnh và các đơn vị quân đội của Bắc Triều Tiên được cấp phép không chính thức để thành lập các công ty của riêng họ. Số lượng các công ty như vậy đã tăng lên đáng kể kể từ những năm 2000.

## Ảnh hưởng kinh tế
Tăng trưởng kinh tế của Bắc Triều Tiên dưới thời Kim Jong-un được ước tính nằm trong khoảng từ 1% đến 5%. Chuyên gia về Bắc Triều Tiên, Andrei Lankov đã nói rằng tốc độ tăng trưởng thực tế của Bắc Triều Tiên là 3–4%.

## Khuyến khích nước ngoài
Cải cách kinh tế ở Bắc Triều Tiên đã được Trung Quốc khuyến khích. Trong chuyến thăm Bình Nhưỡng vào tháng 6 năm 2019, nhà lãnh đạo tối cao Trung Quốc Tập Cận Bình nói rằng ông Kim Jong-un đã “khởi xướng một đường lối chiến lược mới về phát triển kinh tế và cải thiện sinh kế của người dân, nâng tầm xây dựng chủ nghĩa xã hội ở nước này lên một tầm cao mới”.